# Telly Savalas

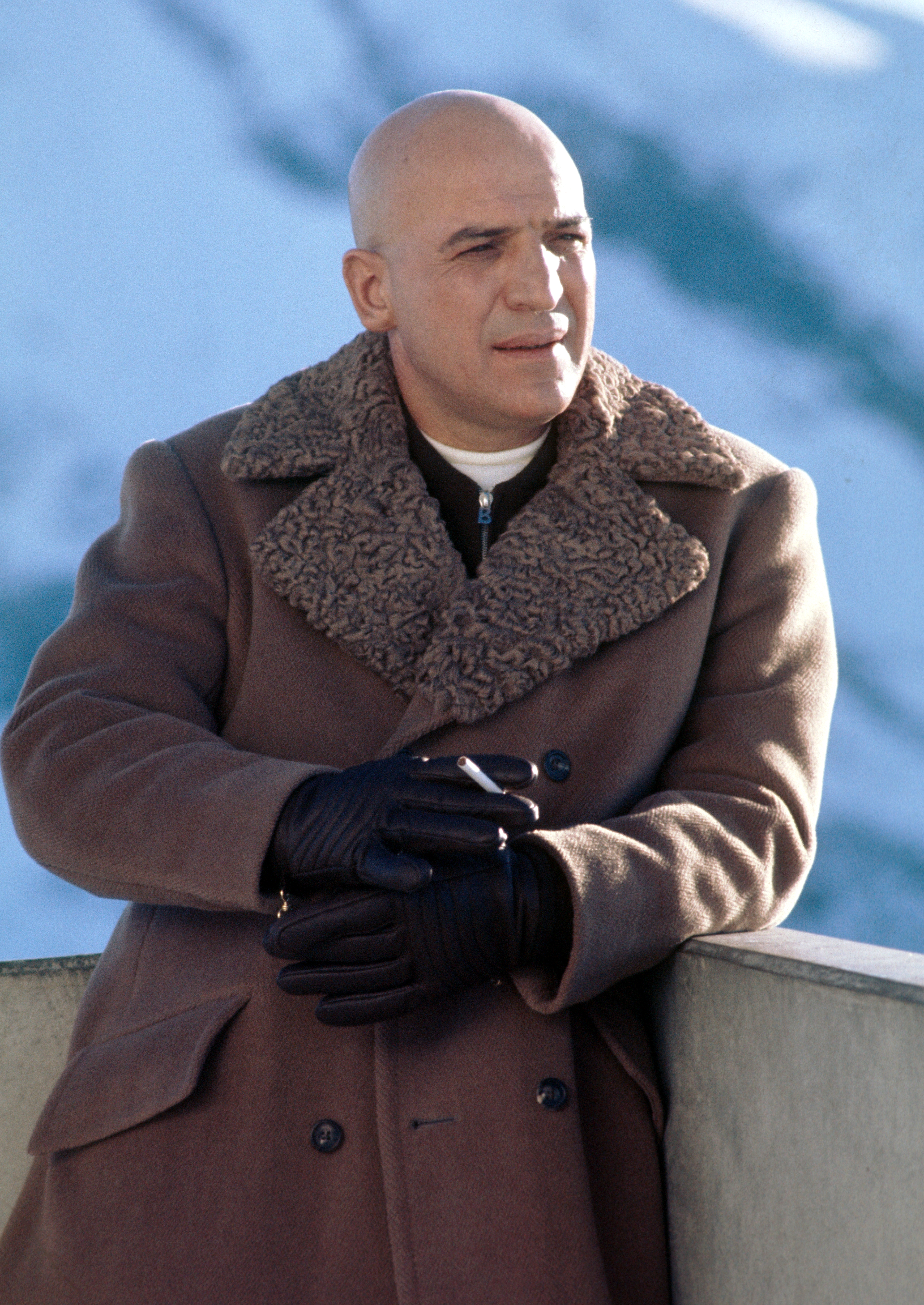
Telly Savalas, bei den Dreharbeiten von James Bond 007 – Im Geheimdienst Ihrer Majestät (1968)

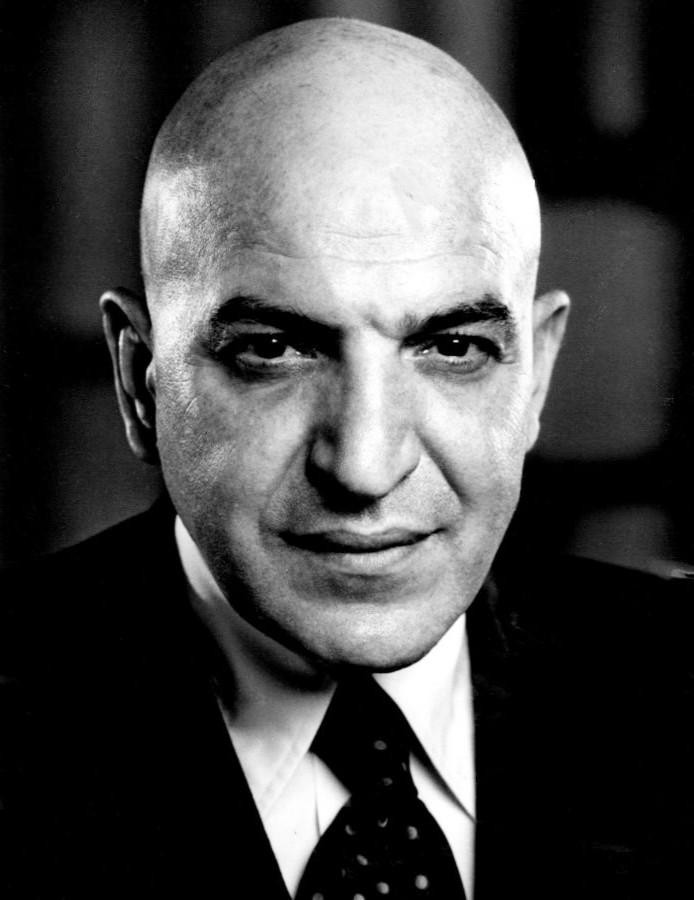
Telly Savalas (1973)

Aristotelis „Telly“ Savalas (* 21. Januar 1922 in Garden City, New York; † 22. Januar 1994 in Universal City, Kalifornien) war ein amerikanischer Schauspieler griechischer Abstammung, der auch als Sänger auftrat. Weltweit berühmt wurde er als Titeldarsteller Kojak in der Krimiserie Kojak – Einsatz in Manhattan. Ferner spielte Savalas, der beim Fernsehen begonnen hatte, in mehreren bekannten Kriegsfilmen mit und 1969 als James-Bond-Erzfeind Blofeld.

## Leben
Telly Savalas, Sohn der griechischen Einwanderer Nikolaos und Christina Savalas, brach sein Psychologiestudium ab und wurde – wie seine jüngeren Brüder George und Gus – Soldat im Zweiten Weltkrieg und später mit dem Purple Heart ausgezeichnet. Danach arbeitete er für ABC Radio, bei dem er schließlich die Talkshow Telly’s Coffee House produzierte.
Ab Mitte der 1950er Jahre hatte Savalas nur noch einen Haarkranz. Diesen rasierte er sich ab, und die Glatze wurde zu seinem Markenzeichen, ebenso wie der Lolli, den er als „Kojak“ oft im Mund hatte.
Der auch als „Golden Greek“ bekannte Schauspieler war begeisterter Pokerspieler. Beim Main Event der World Series of Poker in Las Vegas erreichte er 1992 den 21. Platz.
Telly Savalas war Stiefvater von Nicollette Sheridan und Pate von Jennifer Aniston, die ebenfalls griechische Wurzeln hat. 1989 wurde er wegen eines Blasenkarzinoms erfolgreich operiert, starb jedoch am 22. Januar 1994 im Alter von 72 Jahren an den Folgen eines Prostatakarzinoms. Er wurde auf dem Forest Lawn – Hollywood Hills Cemetery in Los Angeles beigesetzt.

## Karriere

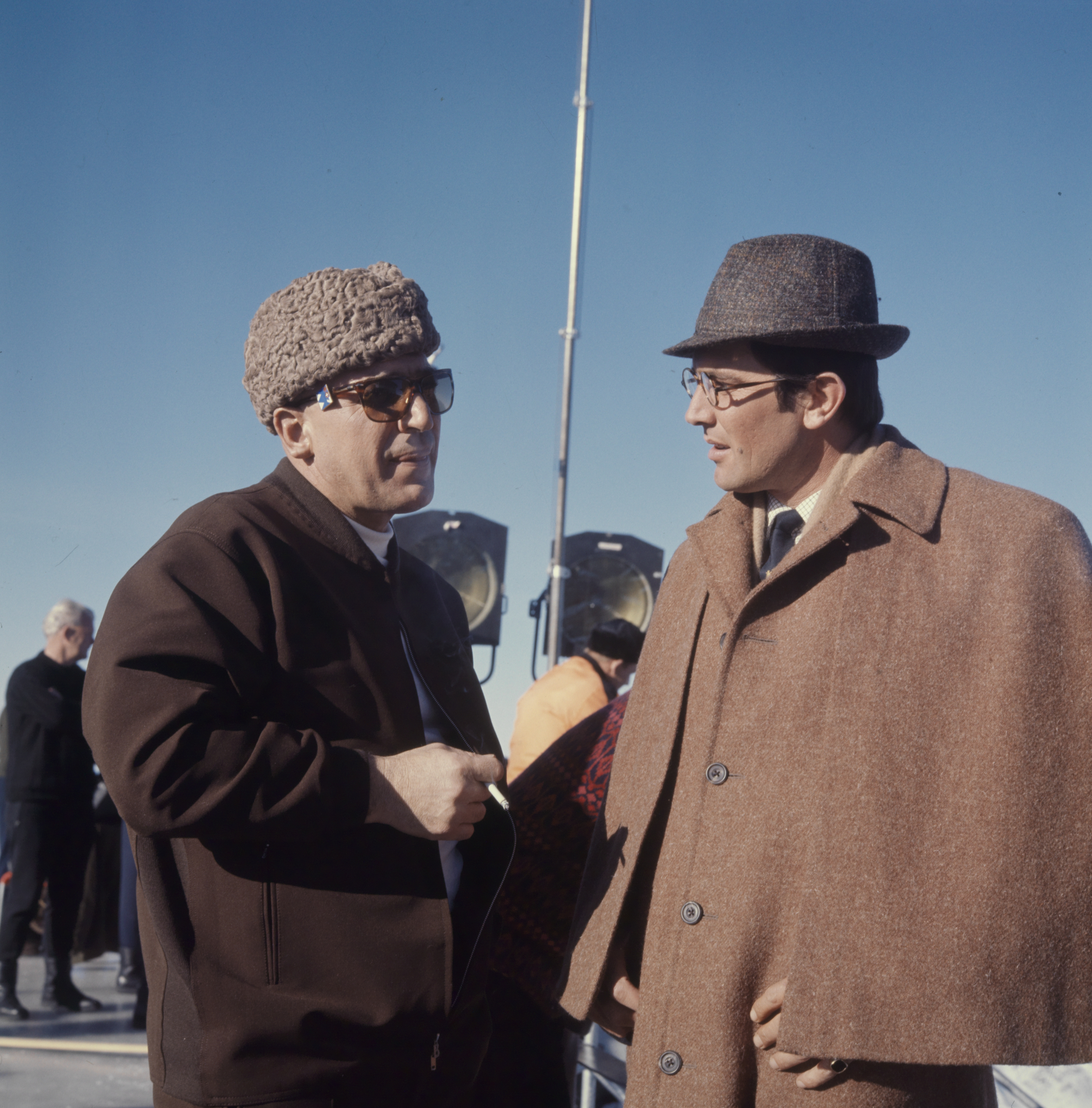
Telly Savalas und George Lazenby beim Dreh von Im Geheimdienst Ihrer Majestät auf Piz Gloria (1968)

Telly Savalas war ab 1959 als Fernsehdarsteller beschäftigt und konnte sich in den frühen 1960er Jahren auch als Filmschauspieler profilieren. In dem Film Der Gefangene von Alcatraz agierte er 1962 an der Seite Burt Lancasters so überzeugend, dass man ihn für den Oscar der besten Nebenrolle nominierte. In dem Monumentalfilm Die größte Geschichte aller Zeiten war er 1965 als Pontius Pilatus zu sehen. 1967 übernahm Savalas in dem erfolgreichen Kriegsfilm Das dreckige Dutzend die Rolle des psychotischen Soldaten Maggott. In dem James-Bond-Film Im Geheimdienst Ihrer Majestät trat er 1969 in der Rolle des größenwahnsinnigen Schurken Blofeld in Erscheinung und kämpfte gegen den von George Lazenby gespielten Titelhelden. Bis Anfang der 1970er Jahre war Savalas in zahlreichen Filmen zu sehen, darunter in Stoßtrupp Gold (1970) und Horror-Expreß (1972).
Der endgültige Durchbruch gelang Savalas schließlich als Fernsehdarsteller. Zwischen 1973 und 1978 spielte der glatzköpfige Schauspieler in der Fernsehserie Kojak – Einsatz in Manhattan seine berühmteste Rolle als Lollipops lutschender Lieutenant Theo Kojak. Diese Rolle machte ihn zu einem der bekanntesten Fernsehschauspieler der 1970er Jahre. Durch seine Darstellung des raubeinigen Polizeibeamten Kojak wurde Savalas auch im deutschsprachigen Raum sehr populär. Für seine Leistungen sprach man ihm 1974 den bei Seriendarstellern begehrten Emmy-Award zu. Sein Bruder George Savalas verkörperte in der Serie die Figur des Detektivs Stavros.
Kojaks berühmtestes Zitat war in der deutschen Synchronisation (Sprecher: Edgar Ott) sein spöttisch-ironisches „Entzückend!“ bzw. „Is’ es wahr?“, was er häufig auf die Kommentare seiner Kollegen erwiderte. Diese Redewendungen wurden Ende der 1970er Jahre gerne zitiert.
Zwischen 1979 und 1989 trat Savalas erneut als Filmschauspieler in Erscheinung; profilierte Kinorollen blieben jedoch aus. 1989 kehrte er zu seiner bekanntesten Rolle zurück und spielte in sechs Fernsehfilmen erneut den Lieutenant Kojak – verzichtete dabei allerdings auf die Lollis, da die amerikanische Zahnärztevereinigung der Ansicht war, er gebe ein schlechtes Beispiel für Kinder. Zwischen 1991 und 1993 war er in der Rolle des Teddy in der deutschen Fernsehserie Ein Schloß am Wörthersee zu sehen.
Bereits 1975 hatte Savalas im Vereinigten Königreich mit einer mehr gesprochenen Version des Bread-Hits If einen Nummer-eins-Hit, der in Deutschland Platz 4 belegte. 1980 war er mit der von ihm gesungenen Variante von Some Broken Hearts Never Mend ab dem 29. Dezember 1980 22 Wochen in den deutschen Hitlisten auf Platz 5 vertreten. Nach seinem offiziellen erscheinen am 31. Oktober 1980 war dieser Song auch in Österreich 26 Wochen auf Platz 2 und in der Schweiz 11 Wochen auf Platz 1 in den Verkaufscharts vertreten. Sein Nachfolgehit Lovin’ Understandin’ Man erschien am 23. September 1981 und war ab dem 12. Oktober 1981 nur noch in den deutschen Verkaufscharts drei Wochen lang vertreten (Platz 58).

## Diskografie

### Studioalben
| Jahr | Titel | Höchstplatzierung, Gesamtwochen, AuszeichnungChartplatzierungen (Jahr, Titel, Platzierungen, Wochen, Auszeichnungen, Anmerkungen) | Höchstplatzierung, Gesamtwochen, AuszeichnungChartplatzierungen (Jahr, Titel, Platzierungen, Wochen, Auszeichnungen, Anmerkungen) | Höchstplatzierung, Gesamtwochen, AuszeichnungChartplatzierungen (Jahr, Titel, Platzierungen, Wochen, Auszeichnungen, Anmerkungen) | Höchstplatzierung, Gesamtwochen, AuszeichnungChartplatzierungen (Jahr, Titel, Platzierungen, Wochen, Auszeichnungen, Anmerkungen) | Höchstplatzierung, Gesamtwochen, AuszeichnungChartplatzierungen (Jahr, Titel, Platzierungen, Wochen, Auszeichnungen, Anmerkungen) | Anmerkungen                       |
| Jahr | Titel | DE | AT | CH | UK | US | Anmerkungen                       |
| ---- | ----- | --- | --- | --- | --- | --- | --------------------------------- |
| 1975 | Telly | DE41 (4 Wo.)DE | — | — | UK12 Silber · (10 Wo.)UK | US117 (8 Wo.)US | Erstveröffentlichung: Januar 1975 |

grau schraffiert: keine Chartdaten aus diesem Jahr verfügbar
Weitere Alben
- 1972: This Is Telly Savalas
- 1972: The Two Sides Of Telly Savalas
- 1974: Telly Savalas Bekannt als Theo Kojak
- 1974: The Best Of
- 1975: Telly Savalas
- 1975: Radio Special: Self Portrait
- 1976: Who Loves Ya Baby
- 1980: Sweet Surprise
- 1980: Some Broken Hearts
- 1990: 16 Original World Hits

### Singles
| Jahr | Titel Album                                    | Höchstplatzierung, Gesamtwochen, AuszeichnungChartplatzierungen (Jahr, Titel, Album, Platzierungen, Wochen, Auszeichnungen, Anmerkungen) | Höchstplatzierung, Gesamtwochen, AuszeichnungChartplatzierungen (Jahr, Titel, Album, Platzierungen, Wochen, Auszeichnungen, Anmerkungen) | Höchstplatzierung, Gesamtwochen, AuszeichnungChartplatzierungen (Jahr, Titel, Album, Platzierungen, Wochen, Auszeichnungen, Anmerkungen) | Höchstplatzierung, Gesamtwochen, AuszeichnungChartplatzierungen (Jahr, Titel, Album, Platzierungen, Wochen, Auszeichnungen, Anmerkungen) | Höchstplatzierung, Gesamtwochen, AuszeichnungChartplatzierungen (Jahr, Titel, Album, Platzierungen, Wochen, Auszeichnungen, Anmerkungen) | Anmerkungen                          |
| Jahr | Titel Album                                    | DE | AT | CH | UK | US | Anmerkungen                          |
| ---- | ---------------------------------------------- | --- | --- | --- | --- | --- | ------------------------------------ |
| 1975 | If Telly                                       | DE4 (16 Wo.)DE | AT14 (8 Wo.)AT | CH4 (9 Wo.)CH | UK1 Silber · (9 Wo.)UK | — | Erstveröffentlichung: Januar 1975    |
| 1975 | You’ve Lost That Lovin’ Feelin’ Telly          | — | — | — | UK47 (3 Wo.)UK | — | Erstveröffentlichung: Mai 1975       |
| 1980 | Some Broken Hearts Never Mend Sweet Surprise   | DE5 (22 Wo.)DE | AT2 (26 Wo.)AT | CH1 (11 Wo.)CH | — | — | Erstveröffentlichung: November 1980  |
| 1981 | (Love Is Such A) Sweet Surprise Sweet Surprise | DE46 (5 Wo.)DE | — | — | — | — | Erstveröffentlichung: Februar 1981   |
| 1981 | Lovin’ Understandin’ Man –                     | DE58 (3 Wo.)DE | — | — | — | — | Erstveröffentlichung: September 1981 |

Weitere Singles
- 1972: Look Around You / Yesterday When I Was Young
- 1972: Try To Remember / We All End Up The Same
- 1972: I Don’t Want To Know / I Walk The Line
- 1972: Look Around You / Try To Remember
- 1974: Help Me Make It Through the Night
- 1974: Rubber Bands And Bits Of String
- 1974: You And Me Against The World
- 1974: How Intensive
- 1975: Who Loves Ya Baby / Nevertheless (I’m In Love With You)
- 1980: Look What You’ve Done To Me
- 1980: My Song For You
- 1981: For All The Right Reasons
- 1982: Goodbye Madame / Goodbye Madame (Instrumental)

## Filmografie (Auswahl)

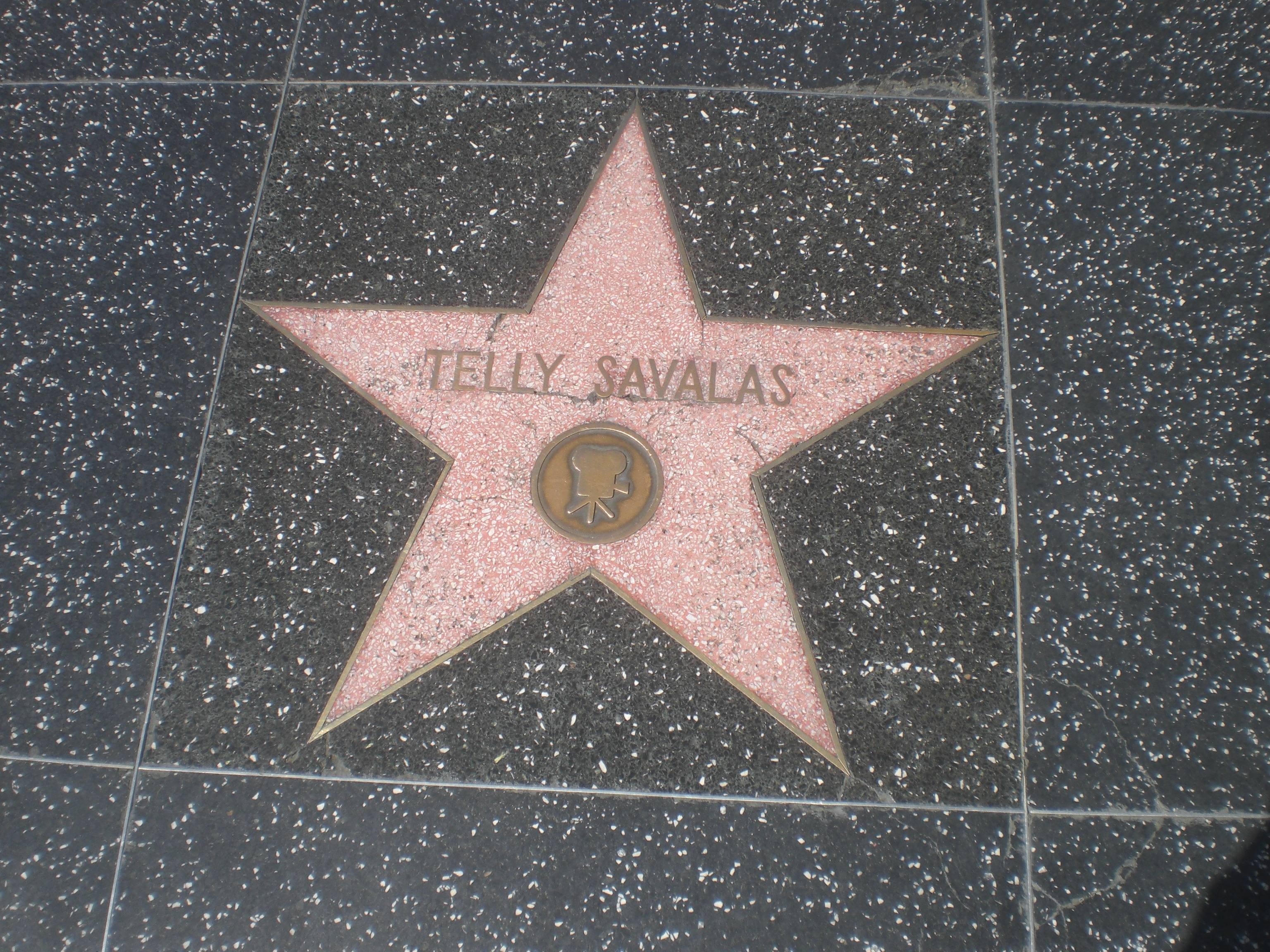
Stern auf dem Hollywood Walk of Fame

### Kino
- 1961: Die jungen Wilden (The Young Savages)
- 1961: Mad Dog Coll – Regie: Burt Balaban
- 1962: Der Gefangene von Alcatraz (Birdman of Alcatraz)
- 1962: Ein Köder für die Bestie (Cape Fear)
- 1962: Männer, die das Leben lieben (The Interns) – Regie: David Swift
- 1962: 40 Millionen suchen einen Mann (Love is a Ball)
- 1963: Der Mann vom Diners Club (The Man from the Diner’s Club)
- 1963: Die Rache des Johnny Cool (Johnny Cool) – Regie: William Asher
- 1964: Assistenzärzte (The New Interns) – Regie: John Rich
- 1965: Die größte Geschichte aller Zeiten (The Greatest Story Ever Told)
- 1965: Eine zuviel im Harem (John Goldfarb, Please Come Home) – Regie: J. Lee Thompson
- 1965: Dschingis Khan (Genghis Khan)
- 1965: Die letzte Schlacht (Battle of the Bulge)
- 1965: Stimme am Telefon (The Slender Thread)
- 1966: Drei Fremdenlegionäre (Beau Geste)
- 1967: Cosa Nostra – Erzfeind des FBI (Cosa Nostra, Arch Enemy of the F.B.I.)
- 1967: Die Karate Killer (The Karate Killers)
- 1967: Das dreckige Dutzend (The Dirty Dozen)
- 1968: Kugeln sind sein Autogramm (Sol Madrid) – Regie: Brian G. Hutton
- 1968: Mit eisernen Fäusten (The Scalphunters)
- 1968: Buona Sera, Mrs. Campbell – Regie: Melvin Frank
- 1969: Mörder GmbH (The Assassination Bureau)
- 1969: Mackenna’s Gold
- 1969: Gauner, Kronen und Juwelen (Crooks and Coronets) – Regie: Jim O’Connolly
- 1969: Fahr zur Hölle, Gringo (Land Raiders)
- 1969: James Bond 007 – Im Geheimdienst Ihrer Majestät (On Her Majesty’s Secret Service)
- 1970: Stoßtrupp Gold (Kelly’s Heroes)
- 1970: Brutale Stadt (Città violenta)
- 1971: Eine Nach der Anderen (Pretty Maids All in a Row)
- 1971: Kein Requiem für San Bastardo (A Town Called Hell)
- 1971: Clay Pigeon – Regie: Lane Slate, Tom Stern
- 1972: Der Mafia-Boss (I familiari delle vittime non saranno avvertiti) – Regie: Alberto De Martino
- 1972: Ein Mann geht aufs Ganze (L’assassino… è al telefono) – Regie: Alberto De Martino
- 1972: Die rote Sonne der Rache (La banda J.S.: cronaca criminale del Far West)
- 1972: Viva Pancho Villa (El desafío de Pancho Villa)
- 1972: Sie verkaufen den Tod (Una ragione per vivere e una per morire)
- 1972: Horror-Expreß (Pánico en el Transiberiano)
- 1973: Der Mordfall Marcus Nelson (The Marcus Nelson Murders) (Fernseh-Pilotfilm)
- 1973: Blutrausch (Squadra volante uccideteli… senza ragione)
- 1973: Der Teuflische (La casa dell’esorcismo) – Regie: Mario Bava
- 1975: Inside Out – Ein genialer Bluff (Inside Out)
- 1976: Die Söldner (Killer Force) – Regie: Val Guest
- 1977: Hinter dem Jenseits (Beyond Reason) – Regie: Telly Savalas
- 1978: Unternehmen Capricorn (Capricorn One)
- 1979: Heiße Grenze USA (The Border) – Regie: Christopher Leitch
- 1979: The Muppet Movie
- 1979: Flucht nach Athena (Escape to Athena)
- 1979: Jagd auf die Poseidon (Beyond the Poseidon Adventure)
- 1982: Der Bulle und das Flittchen (Fake-Out) – Regie: Matt Cimber
- 1983: Auf dem Highway ist wieder die Hölle los (Cannonball Run II)
- 1984: Afghanistan pourquoi?
- 1987: Das dreckige Dutzend Teil 3 – Die tödliche Mission (Dirty Dozen: The Deadly Mission) – Regie: Lee H. Katzin
- 1988: Faceless (Les Prédateurs de la nuit)
- 1994: Mind Twister – Regie: Fred Olen Ray
- 1995: Backfire – Die total verrückte Feuerwehr (Backfire!) – Regie: A. Dean Bell

### Fernsehen
- 1959–1960: Armstrong Circle Theatre (5 Folgen)
- 1960: The Witness (3 Folgen)
- 1960: Gnadenlose Stadt (Naked City, Folge 2x05)
- 1961: Acapulco (8 Folgen)
- 1961: King of Diamonds (Folgen 1x01, 1x10)
- 1961: Kein Fall für FBI (The Detectives, Folge 3x10)
- 1961–1962: Cain’s Hundred (Folgen 1x10, 1x24)
- 1961–1963: Die Unbestechlichen (The Untouchables, 3 Folgen)
- 1963: The Dakotas (Folge 1x13)
- 1963: 77 Sunset Strip (Folge 6x04)
- 1963: Twilight Zone (The Twilight Zone, Folge 5x06)
- 1963–1965: Amos Burke (Burke’s Law, 3 Folgen)
- 1964: Stunde der Entscheidung (Kraft Suspense Theatre, Folgen 1x16, 1x26)
- 1964–1966: Auf der Flucht (The Fugitive, 3 Folgen)
- 1964: Gauner gegen Gauner (The Roques, Folge 1x04)
- 1965: Bonanza (Folge 6x29)
- 1966: Die Leute von der Shiloh Ranch (The Virginian, Folge 4x17)
- 1967: FBI (The F.B.I., Folgen 2x25–2x26)
- 1967: Cosa Nostra – Erzfeind des FBI (Cosa Nostra, Arch Enemy of the F.B.I.)
- 1967: Solo für O.N.C.E.L. (The Man from U.N.C.L.E., Folgen 3x28–3x29)
- 1973–1978: Einsatz in Manhattan (Kojak, 118 Folgen)
- 1976: Kojak außer Dienst: Die Telly-Savalas-Story (Telly Savalas alias Theo Kojak) (Dokumentation)
- 1979: Victor Charlie ruft Lima Sierra (The French Atlantic Affair, Miniserie)
- 1981: Hellingers Gesetz (Hellinger’s Law, Fernsehfilm)
- 1984–1990: Diverse Kojak-Fernsehfilme
- 1985: Love Boat (The Love Boat, Folgen 8x19–8x20)
- 1985: Alice im Wunderland (Alice in Wonderland) – Regie: Harry Harris
- 1987: Der Equalizer (The Equalizer, Folgen 3x01–3x02)
- 1989: The Hollywood Detective (Fernsehfilm)
- 1991, 1993: Ein Schloß am Wörthersee (Folgen 2x09, 3x12)
- 1992–1993: Der Polizeichef (The Commish, 3 Folgen)